# Microcotyle
Microcotyle è un genere di platelminti monogenei appartenente alla famiglia Microcotylidae.

## Tassonomia
Il genere conta le seguenti specie:
- Microcotyle aigoi Ishii & Sawada, 1938
- Microcotyle algeriensis Ayadi, Gey, Justine & Tazerouti, 2016
- Microcotyle angelichthys MacCallum, 1913
- Microcotyle archosargi MacCallum, 1913
- Microcotyle argenticus Hadi & Bilqees, 2011
- Microcotyle arripis Sandars, 1945
- Microcotyle atriobursata (Caballero & Bravo-Hollis, 1972) Mamaev, 1986
- Microcotyle bassensis Murray, 1931
- Microcotyle bothi Yamaguti, 1968
- Microcotyle branchiostegi Yamaguti, 1937
- Microcotyle brevis Dillon & Hargis, 1965
- Microcotyle caudata Goto, 1894
- Microcotyle centropristis MacCallum, 1915
- Microcotyle cepolae Yamaguti, 1938
- Microcotyle chilensis Muñoz & George-Nascimento, 2019
- Microcotyle clupei Sailaja & Shameem, 2023
- Microcotyle constricta Robinson, 1961
- Microcotyle danielcarrioni (Martinez & Barrantes, 1977) Bouguerche, Gey, Justine & Tazerouti, 2019
- Microcotyle ditrematis Yamaguti, 1940
- Microcotyle donavini Van Beneden & Hesse, 1863
- Microcotyle elegans Goto, 1894
- Microcotyle emmelichthyops Yamaguti, 1968
- Microcotyle erythrini Van Beneden & Hesse, 1863
- Microcotyle eueides MacCallum & MacCallum, 1913
- Microcotyle fistulariae Mamaev, 1989
- Microcotyle furcata Linton, 1940
- Microcotyle fusiformis Goto, 1894
- Microcotyle gimpo Yamaguti, 1958
- Microcotyle guanabarensis Bravo-Hollis & Kohn, 1990
- Microcotyle gussevi Gupta & Krishna, 1980
- Microcotyle hainanensis Zhang, Yang & Xiao in Zhang, Yang & Liu, 2001
- Microcotyle helotes Sandars, 1944
- Microcotyle hiatulae Goto, 1894
- Microcotyle inglisi Gupta & Krishna, 1980
- Microcotyle isyebi Bouguerche, Gey, Justine & Tazerouti, 2019
- Microcotyle jonii Hadi, Bilqees & Khatoon, 2011
- Microcotyle justinei Ayadi & Tazerouti, 2023
- Microcotyle kasago Ono, Matsumoto, Nitta & Kamio, 2020
- Microcotyle korathai Gupta & Krishna, 1980
- Microcotyle lichiae Ariola, 1899
- Microcotyle macropharynx Mamaev, 1989
- Microcotyle merche Víllora-Montero, Pérez-del-Olmo, Valmaseda-Angulo, Raga & Montero, 2023
- Microcotyle mouwoi Ishii & Sawada, 1938
- Microcotyle moyanoi (Villalba & Fernandes, 1986) Bouguerche, Gey, Justine & Tazerouti, 2019
- Microcotyle multilineatus Mendoza-Franco, Simões, Vidal-Martínez & Aguirre-Macedo, 2022
- Microcotyle nemadactylus Dillon & Hargis, 1965
- Microcotyle neozealanica Dillon & Hargis, 1965
- Microcotyle odacis Sandars, 1945
- Microcotyle omani Machkewskyi, Dmitrieva, Al-Jufaili & Al-Mazrooei, 2013
- Microcotyle otrynteri Pearse, 1949
- Microcotyle pacifica Crane, 1972
- Microcotyle pacinkar Kamio & Nitta, 2023
- Microcotyle pempheri Machida & Araki, 1977
- Microcotyle pentapodi Sandars, 1944
- Microcotyle peprili Pearse, 1949
- Microcotyle polymixiae Yamaguti, 1968
- Microcotyle pomacanthi MacCallum, 1915
- Microcotyle pomatomi Goto, 1899
- Microcotyle pontica Pogorel'tseva, 1964
- Microcotyle poronoti MacCallum, 1915
- Microcotyle pseudopercis Amato & Cezar, 1994
- Microcotyle rubrum Hadi & Bilqees, 2010
- Microcotyle sebastis Goto, 1894
- Microcotyle sprostonae Muñoz & George-Nascimento, 2019
- Microcotyle stenotomi Goto, 1899
- Microcotyle suzuki Ishii & Sawada, 1938
- Microcotyle tampicensis (Caballero & Bravo-Hollis, 1972) Mamaev, 1986
- Microcotyle tanago Yamaguti, 1940
- Microcotyle tazeroutii Rebah, Gey & Ayadi, 2024
- Microcotyle toba Ishii & Sawada, 1938
- Microcotyle victoriae Woolcock, 1936
- Microcotyle visa Bouguerche, Gey, Justine & Tazerouti, 2019
- Microcotyle whittingtoni Víllora‑Montero, Pérez‑del‑Olmo, Georgieva, Raga & Montero, 2020
- Microcotyle zalembius Crane, 1972